# Hrabstwo Hunterdon
Hunterdon – hrabstwo w stanie New Jersey w USA. Populacja liczy 121 989 mieszkańców (stan według spisu z 2000 roku).
Powierzchnia hrabstwa to 1134 km². Gęstość zaludnienia wynosi 110 osób/km².

## Miasta
- Clinton
- Lambertville

## CDP
- Annandale
- Whitehouse Station